# Скоморохово (разъезд, Грязовецкий район)
Скоморохово — разъезд в Грязовецком районе Вологодской области.
Входит в состав Ростиловского муниципального образования, с точки зрения административно-территориального деления — в Ростиловский сельсовет.
Расстояние по автодороге до районного центра Грязовца — 15 км, до центра муниципального образования Ростилово — 8 км.
По данным переписи в 2002 году постоянного населения не было.